# クロード・ワイズバッシュ
クロード・ワイズバッシュ（仏: Claude Weisbuch、1927年2月8日 - 2014年4月13日）はフランスの画家である。戦後のヨーロッパ具象画壇を代表する画家の一人である。
人物や馬などを鋭く素描する表現主義的傾向の作品は、音楽･歴史･演劇などのテーマをセピア調の色彩で完成させており、その作品は世界各地の美術館に所蔵されている。
現代具象画壇にあってヨーロッパの正統派をくむ一人と言われ、知識人の代表的存在でもある。

## 生涯
1927年2月8日フランスのティオンビルに生まれる。
ナンシー国立美術学校に学ぶ。
1957年頃から青年絵画展、パリ・ビエンナーレ、エコール・ド・パリ展、サロン・ドートンヌ、時代証人画家展などに参加し、国際的に評価されるようになった。
1961年に名誉あるフランスのクリティック賞を受賞し、以降エルベ画廊と契約を結び連作の個展を開いていった。暗い色彩と鋭い感覚で人物を表現主義的に描いた。
1968年にはフランス版画家協会の専任会員に任命される。 
日本との関わりも深く、1970年、ベートーベンをテーマにしたワイズバッシュ展を東京と大阪で開催。1973年には画家をテーマにしたワイズバッシュ展を東京で開催。
1981年第20回国際形象展に「略奪」「騎手」「ミュージシャン」を出品する。
晩年までサン＝テティエンヌ国立美術大学の教授として教鞭をとった。
2014年4月13日、パリにて逝去。

## 主な収蔵先
（この節の出典：）
- パリ国立近代美術館
- ニューヨーク近代美術館
- アムステルダム市立近代美術館（オランダ）
- ブリュッセル王立アカデミー（ベルギー）
- ローザンヌ州立美術館（スイス）
- ベオグラード現代美術館（セルビア）
- イエーテボリ美術館（スウェーデン）
- ワルシャワ国立博物館（ポーランド）
- 南オーストラリア国立博物館（オーストラリア）
- 山形美術館（日本）[6]
- ホテルニューオータニ大阪（日本）